# Freya Anderson
Freya Anderson (Birkenhead, 4 marzo 2001) è una nuotatrice britannica.

## Carriera
Fortemente specializzata nello stile libero, ha vinto diverse medaglie ai campionati giovanili (un oro ai mondiali e due agli europei). A partire dal 2018 gareggia a livello senior, dove si è affermata specialmente a livello continentale. Ai Giochi olimpici di Tokyo, nel 2021, ha conquistato la medaglia d'oro nella staffetta 4x100 metri misti mista.

## Palmarès
- Giochi olimpici

Tokyo 2020: oro nella 4x100m misti mista.
- Mondiali

Gwangju 2019: bronzo nella 4x100m misti mista.
Fukuoka 2023: bronzo nella 4x100m sl mista.
- Mondiali in vasca corta

Budapest 2024: argento nella 4x100m misti.
- Europei

Glasgow 2018: oro nella 4x200m sl e nella 4x100m misti mista, bronzo nella 4x200m sl mista e nella 4x100m misti.
Budapest 2020: oro nella 4x100m sl, nella 4x200m sl, nella 4x100m misti, nella 4x100m sl mista e nella 4x200m sl mista, bronzo nei 200m sl.
Roma 2022: oro nella 4x100m sl e nella 4x200m sl mista, argento nei 200m sl, nella 4x200m sl e nella 4x100m sl mista, bronzo nei 100m sl.
- Europei in vasca corta

Glasgow 2019: oro nei 100m sl e nei 200m sl, argento nella 4x50m sl mista.
Otopeni 2023: oro nei 200m sl e nella 4x50m sl mista, bronzo nei 100m sl, nella 4x50m sl e nella 4x50m misti.
- Giochi del Commonwealth

Gold Coast 2018: bronzo nella 4x100m sl e nella 4x200m sl.
Birmingham 2022: argento nella 4x100m sl e nella 4x100m sl mista, bronzo nella 4x200m sl e nella 4x100m misti mista.
- Mondiali giovanili

Indianapolis 2017: oro nei 100m sl.
- Europei giovanili

Hódmezővásárhely 2016: oro nei 100m sl, argento nella 4x200m sl, bronzo nella 4x100m sl, nella 4x100m misti e nella 4x100m misti mista.
Helsinki 2018: oro nei 50m sl, nei 100m sl e nella 4x100m misti e argento nella 4x100m misti mista.

## Primati personali
I suoi primati personali in vasca da 50 metri sono:
- 50 m stile libero: 24"88 (2020)
- 100 m stile libero: 53"31 (2019)
- 200 m stile libero: 1'56"06 (2020)

I suoi primati personali in vasca da 25 metri sono:
- 50 m stile libero: 24"03 (2020)
- 100 m stile libero: 51"45 (2020)
- 200 m stile libero: 1'51"87 (2020)
- 400 m stile libero: 4'00"85 (2021)

## International Swimming League
| Stagione 2019   | stagione 2020 | Stagione 2021 |
| --------------- | ------------- | ------------- |
| Aqua Centurions | London Roar   | London Roar   |